# 2009年中國國民黨主席選舉
2009年中國國民黨主席選舉於2009年7月26日舉行，由中國國民黨全體依規定擁有黨權的黨員投票，選出新任黨主席。該次選舉，選舉人數為53萬3739人，投票率56.95%。選舉結果，馬英九獲28萬5354票，得票率93.87%當選黨主席。馬英九再次出任國民黨主席，於2009年10月17日正式就任。

## 選舉結果
| 號次 | 姓名   | 得票數  | 當選 |
| ---- | ------ | ------- | ---- |
| 1    | 馬英九 | 285,354 |      |

## 外部連結
- 中國國民黨網站（页面存档备份，存于）